# (17509) Ikumadan
(17509) Ikumadan est un astéroïde de la ceinture principale.

## Description
(17509) Ikumadan est un astéroïde de la ceinture principale. Il fut découvert le 4 mai 1992 à Geisei par Tsutomu Seki. Il présente une orbite caractérisée par un demi-grand axe de 2,32 UA, une excentricité de 0,25 et une inclinaison de 8,1° par rapport à l'écliptique.
Cet astéroïde est nommé en l'honneur du compositeur et chef d'orchestre japonais Ikuma Dan (1924-2001).

## Compléments